# Lista över fornlämningar i Ljungby kommun (Dörarp)
Lista över fornlämningar i Ljungby kommun (Dörarp) är en förteckning av ett urval av de fornlämningar som finns i Dörarp i Ljungby kommun.
| Namn                                   | Lämningstyp                 | Tillkomsttid | Historisk indelning | Plats | Läge                 | ID-nr          | Bild                                      |
| -------------------------------------- | --------------------------- | ------------ | ------------------- | ----- | -------------------- | -------------- | ----------------------------------------- |
| Spökekulle (Dörarp 1:1)                | Hög                         |              | Dörarp, Småland     |       | 56.948129, 14.001823 | 10070900010001 | Ladda upp en bild av detta fornminne      |
| Torsborg (Dörarp 3:1)                  | Borg                        |              | Dörarp, Småland     |       | 56.977954, 13.985821 | 10070900030001 | Ladda upp en bild av detta fornminne      |
| Dörarp 5:1                             | Gravfält                    |              | Dörarp, Småland     |       | 56.952805, 14.003999 | 10070900050001 | Ladda upp en bild av detta fornminne      |
| Dörarp 7:1                             | Gravfält                    |              | Dörarp, Småland     |       | 56.951605, 14.003365 | 10070900070001 | Ladda upp en bild av detta fornminne      |
| Dörarp 9:1                             | Gravfält                    |              | Dörarp, Småland     |       | 56.956512, 14.004037 | 10070900090001 | Ladda upp en till bild av detta fornminne |
| Hallsjö kyrkoruin (Dörarp 11:1)        | Kyrka/kapell                |              | Dörarp, Småland     |       | 56.958701, 14.005844 | 10070900110001 | Ladda upp en till bild av detta fornminne |
| Dörarp 11:2                            | Begravningsplats            |              | Dörarp, Småland     |       | 56.958723, 14.006066 | 10070900110002 | Ladda upp en bild av detta fornminne      |
| Dörarp 11:4                            | Grav markerad av sten/block |              | Dörarp, Småland     |       | 56.958749, 14.006152 | 10070900110004 | Ladda upp en bild av detta fornminne      |
| Dörarp 13:1                            | Röse                        |              | Dörarp, Småland     |       | 56.964050, 14.018321 | 10070900130001 | Ladda upp en bild av detta fornminne      |
| Dörarp 14:1                            | Röse                        |              | Dörarp, Småland     |       | 56.964467, 14.017495 | 10070900140001 | Ladda upp en bild av detta fornminne      |
| Dörarp 15:1                            | Röse                        |              | Dörarp, Småland     |       | 56.965310, 14.019826 | 10070900150001 | Ladda upp en bild av detta fornminne      |
| Liljerör (Dörarp 16:1)                 | Röse                        |              | Dörarp, Småland     |       | 56.976362, 14.037041 | 10070900160001 | Ladda upp en bild av detta fornminne      |
| Menträdskullen (Dörarp 17:1)           | Gravfält                    |              | Dörarp, Småland     |       | 56.978541, 14.039924 | 10070900170001 | Ladda upp en bild av detta fornminne      |
| Dörarp 18:1                            | Stensättning                |              | Dörarp, Småland     |       | 56.979129, 14.033857 | 10070900180001 | Ladda upp en bild av detta fornminne      |
| Dörarp 19:1                            | Hällristning                |              | Dörarp, Småland     |       | 56.981528, 14.015297 | 10070900190001 | Ladda upp en bild av detta fornminne      |
| Dörarp 19:2                            | Hällristning                |              | Dörarp, Småland     |       | 56.981537, 14.015278 | 10070900190002 | Ladda upp en bild av detta fornminne      |
| Dörarp 23:1                            | Minnesmärke                 |              | Dörarp, Småland     |       | 57.008026, 14.007467 | 10070900230001 | Ladda upp en bild av detta fornminne      |
| Dörarp 25:1                            | Röse                        |              | Dörarp, Småland     |       | 57.009274, 14.001922 | 10070900250001 | Ladda upp en bild av detta fornminne      |
| Dörarp 26:1                            | Gravfält                    |              | Dörarp, Småland     |       | 57.008315, 14.003034 | 10070900260001 | Ladda upp en bild av detta fornminne      |
| Dörarp 27:1                            | Röse                        |              | Dörarp, Småland     |       | 57.014347, 14.002269 | 10070900270001 | Ladda upp en bild av detta fornminne      |
| Älgarör (Dörarp 31:1)                  | Röse                        |              | Dörarp, Småland     |       | 57.021273, 14.017958 | 10070900310001 | Ladda upp en bild av detta fornminne      |
| Dörarp 33:1                            | Gravfält                    |              | Dörarp, Småland     |       | 57.019999, 14.010784 | 10070900330001 | Ladda upp en bild av detta fornminne      |
| Toftaholm, Stenhusholmen (Dörarp 34:1) | Borg                        |              | Dörarp, Småland     |       | 57.029622, 14.011343 | 10070900340001 | Ladda upp en bild av detta fornminne      |
| Sm 31 (Dörarp 35:1)                    | Runristning                 |              | Dörarp, Småland     |       | 57.027106, 14.016103 | 10070900350001 | Ladda upp en till bild av detta fornminne |
| Tofta skans (Dörarp 38:1)              | Fästning/skans              |              | Dörarp, Småland     |       | 57.033962, 14.028981 | 10070900380001 | Ladda upp en bild av detta fornminne      |
| Dörarp 40:1                            | Hällristning                |              | Dörarp, Småland     |       | 57.024928, 14.015818 | 10070900400001 | Ladda upp en bild av detta fornminne      |
| Dörarp 41:1                            | Stenkrets                   |              | Dörarp, Småland     |       | 57.028141, 14.079672 | 10070900410001 | Ladda upp en bild av detta fornminne      |
| Dörarp 41:2                            | Grav markerad av sten/block |              | Dörarp, Småland     |       | 57.028149, 14.079798 | 10070900410002 | Ladda upp en bild av detta fornminne      |
| Dörarp 42:1                            | Hällristning                |              | Dörarp, Småland     |       | 57.025409, 14.017985 | 10070900420001 | Ladda upp en bild av detta fornminne      |
| Dörarp 42:2                            | Hällristning                |              | Dörarp, Småland     |       | 57.025499, 14.018276 | 10070900420002 | Ladda upp en bild av detta fornminne      |
| Dörarp 43:1                            | Stensättning                |              | Dörarp, Småland     |       | 57.011246, 14.013316 | 10070900430001 | Ladda upp en bild av detta fornminne      |
| Dörarp 44:1                            | Gravfält                    |              | Dörarp, Småland     |       | 57.042607, 14.017183 | 10070900440001 | Ladda upp en bild av detta fornminne      |
| Dörarp 50:1                            | Röse                        |              | Dörarp, Småland     |       | 57.016973, 14.013284 | 10070900500001 | Ladda upp en bild av detta fornminne      |
| Dörarp 50:2                            | Röse                        |              | Dörarp, Småland     |       | 57.016930, 14.013576 | 10070900500002 | Ladda upp en bild av detta fornminne      |
| Dörarp 51:1                            | Hällristning                |              | Dörarp, Småland     |       | 57.016212, 14.012531 | 10070900510001 | Ladda upp en bild av detta fornminne      |
| Dörarp 52:1                            | Husgrund, historisk tid     |              | Dörarp, Småland     |       | 57.029722, 14.016716 | 10070900520001 | Ladda upp en bild av detta fornminne      |
| Dörarp 52:2                            | Husgrund, historisk tid     |              | Dörarp, Småland     |       | 57.029294, 14.016647 | 10070900520002 | Ladda upp en bild av detta fornminne      |
| Dörarp 52:3                            | Husgrund, historisk tid     |              | Dörarp, Småland     |       | 57.029081, 14.015616 | 10070900520003 | Ladda upp en bild av detta fornminne      |
| Husholmen (Dörarp 53:1)                | Borg                        |              | Dörarp, Småland     |       | 57.040929, 14.020381 | 10070900530001 | Ladda upp en bild av detta fornminne      |
| Dörarp 57:1                            | Röse                        |              | Dörarp, Småland     |       | 57.011633, 14.011108 | 10070900570001 | Ladda upp en bild av detta fornminne      |
| Dörarp 58:1                            | Röse                        |              | Dörarp, Småland     |       | 57.011937, 14.010350 | 10070900580001 | Ladda upp en bild av detta fornminne      |
| Dörarp 80:1                            | Kvarn                       |              | Dörarp, Småland     |       | 57.032937, 14.027607 | 10070900800001 | Ladda upp en bild av detta fornminne      |
| Dörarp 94:1                            | Hällristning                |              | Dörarp, Småland     |       | 57.010986, 14.013311 | 10070900940001 | Ladda upp en bild av detta fornminne      |
| Dörarp 96:1                            | Lägenhetsbebyggelse         |              | Dörarp, Småland     |       | 57.011608, 14.021075 | 10070900960001 | Ladda upp en bild av detta fornminne      |
| Dörarp 110:1                           | Lägenhetsbebyggelse         |              | Dörarp, Småland     |       | 56.994780, 14.019545 | 10070901100001 | Ladda upp en bild av detta fornminne      |
| Dörarp 111:1                           | Lägenhetsbebyggelse         |              | Dörarp, Småland     |       | 57.006040, 14.015382 | 10070901110001 | Ladda upp en bild av detta fornminne      |
| Dörarp 113:1                           | Röse                        |              | Dörarp, Småland     |       | 56.993487, 14.024765 | 10070901130001 | Ladda upp en bild av detta fornminne      |
| Dörarp 124:1                           | Lägenhetsbebyggelse         |              | Dörarp, Småland     |       | 56.984770, 14.022845 | 10070901240001 | Ladda upp en bild av detta fornminne      |
| Dörarp 128:1                           | Röse                        |              | Dörarp, Småland     |       | 56.968458, 14.006049 | 10070901280001 | Ladda upp en bild av detta fornminne      |
| Dörarp 129:1                           | Stensättning                |              | Dörarp, Småland     |       | 56.968942, 14.009339 | 10070901290001 | Ladda upp en bild av detta fornminne      |
| Dörarp 129:2                           | Stensättning                |              | Dörarp, Småland     |       | 56.969039, 14.009151 | 10070901290002 | Ladda upp en bild av detta fornminne      |
| Dörarp 130:1                           | Röse                        |              | Dörarp, Småland     |       | 56.969468, 14.013131 | 10070901300001 | Ladda upp en bild av detta fornminne      |
| Dörarp 144:1                           | Hög                         |              | Dörarp, Småland     |       | 57.016386, 14.008946 | 10070901440001 | Ladda upp en bild av detta fornminne      |
| Dörarp 145:1                           | Röse                        |              | Dörarp, Småland     |       | 57.015474, 14.012593 | 10070901450001 | Ladda upp en bild av detta fornminne      |
| Dörarp 146:1                           | Röse                        |              | Dörarp, Småland     |       | 57.003410, 14.015675 | 10070901460001 | Ladda upp en bild av detta fornminne      |
| Dörarp 146:2                           | Stensättning                |              | Dörarp, Småland     |       | 57.003319, 14.015449 | 10070901460002 | Ladda upp en bild av detta fornminne      |
| Dörarp 146:3                           | Stensättning                |              | Dörarp, Småland     |       | 57.003219, 14.015543 | 10070901460003 | Ladda upp en bild av detta fornminne      |
| Dörarp 147:1                           | Stenkammargrav              |              | Dörarp, Småland     |       | 56.970211, 14.019299 | 10070901470001 | Ladda upp en bild av detta fornminne      |
| Dörarp 163:1                           | Lägenhetsbebyggelse         |              | Dörarp, Småland     |       | 57.029946, 14.043436 | 10070901630001 | Ladda upp en bild av detta fornminne      |
| Dörarp 174:1                           | Hög                         |              | Dörarp, Småland     |       | 56.959417, 14.006813 | 10070901740001 | Ladda upp en bild av detta fornminne      |
| Dörarp 183:1                           | Minnesmärke                 |              | Dörarp, Småland     |       | 56.977735, 14.036845 | 10070901830001 | Ladda upp en bild av detta fornminne      |
| Dörarp 183:2                           | Minnesmärke                 |              | Dörarp, Småland     |       | 56.977750, 14.036854 | 10070901830002 | Ladda upp en bild av detta fornminne      |
| Dörarp 185:1                           | Hällristning                |              | Dörarp, Småland     |       | 57.026321, 14.020062 | 10070901850001 | Ladda upp en bild av detta fornminne      |
| Dörarp 186:1                           | Hällristning                |              | Dörarp, Småland     |       | 57.024892, 14.018094 | 10070901860001 | Ladda upp en bild av detta fornminne      |
| Dörarp 187:1                           | Hällristning                |              | Dörarp, Småland     |       | 57.025598, 14.016276 | 10070901870001 | Ladda upp en bild av detta fornminne      |
| Dörarp 188:1                           | Hällristning                |              | Dörarp, Småland     |       | 57.023973, 14.017038 | 10070901880001 | Ladda upp en bild av detta fornminne      |
| Dörarp 189:1                           | Hällristning                |              | Dörarp, Småland     |       | 57.015070, 14.014271 | 10070901890001 | Ladda upp en bild av detta fornminne      |